# NGC 978
NGC 978 ist eine Elliptische Galaxie vom Hubble-Typ E/S0 im Sternbild Triangulum am Nordsternhimmel. Sie ist schätzungsweise 216 Millionen Lichtjahre von der Milchstraße entfernt und hat einen Durchmesser von etwa 80.000 Lichtjahren. Vom Sonnensystem aus entfernt sich die Galaxie mit einer errechneten Radialgeschwindigkeit von näherungsweise 4.700 Kilometern pro Sekunde. 
Gemeinsam mit PGC 9823 bildet sie das gravitativ gebundene Galaxienpaar KPG 71 und gilt als Teil der 20 Mitglieder zählenden Lyons Groups of Galaxies LGG 66 um  NGC 973.
Das Objekt wurde am 22. November 1827 von John Herschel entdeckt.

## Galaktisches Umfeld
| Nr. | Galaxie                 | Alternativname            | Rek           | Dek           | Distanz/asec |
| --- | ----------------------- | ------------------------- | ------------- | ------------- | ------------ |
| →   | NGC 978                 | LEDA/PGC 9821             | 02h34m47.60s  | +32d50m37.0s  | 0            |
| 1   | LEDA/PGC 9823           | MCG +05-07-017            | 02h34m48.10s  | +32d50m29.0s  | 22.43        |
| 2   | LEDA/PGC 2012619        | 2MASX J02344094+3247432   | 02h34m40.96s  | +32d47m43.2s  | 199.05       |
| 3   | LEDA/PGC 2016295        | 2MASX J02343536+3253339   | 02h34m35.36s  | +32d53m34.0s  | 222.36       |
| 4   | NGC 974                 | LEDA/PGC 9802             | 02h34m25.802s | +32d57m16.18s | 472.22       |
| 5   | NGC 969                 | LEDA/PGC 9781             | 02h34m08.200s | +32d56m49.00s | 611.80       |
| 6   | NGC 970                 | LEDA/PGC 9786             | 02h34m11.30s  | +32d58m34.0s  | 648.10       |
| 7   | LEDA/PGC 9787           | 2MASX J02341170+3258380   | 02h34m11.70s  | +32d58m38.2s  | 651.66       |
| 8   | LEDA/PGC 2006599        | LEDA 2006599              | 02h34m42.936s | +32d39m09.97s | 698.58       |
| 9   | 2MASX J02350479+3239321 | WISEA J023504.78+323932.4 | 02h35m04.792s | +32d39m32.88s | 710.37       |
| 10  | LEDA/PGC 3088861        | 2MASX J02351010+3239081   | 02h35m10.07s  | +32d39m08.2s  | 756.69       |
| 11  | LEDA/PGC 86803          | WISEA J023501.72+323522.0 | 02h35m01.86s  | +32d35m20.5s  | 945.27       |